# El Caramelo
El Caramelo es una localidad argentina ubicada en el Departamento Rosario de la provincia de Santa Fe. Se encuentra sobre la Ruta Provincial 18, 20 km al Sudoeste de Rosario, 4 km al norte de Coronel Rodolfo S. Domínguez y en el acceso pavimentado a Villa Amelia, a 7 km de la misma; administrativamente depende de la comuna de Villa Amelia al este de la RP18 y de la comuna de Alvarez al oeste de la RP18.
En 2012 buscaba junto a otras urbanizaciones ubicadas sobre la Ruta 18 (Amelia I, Los Pinos II, La Carolina, Foca Loca, Toscano y Cutuliser) ser reconocida como un municipio más de la Provincia. Estas urbanizaciones crecieron primero con casas de fin de semana y luego con residentes permanentes de habitantes del Gran Rosario. El Caramelo es uno de los parajes reconocidos de la zona, destacándose por contar con una escuela primaria y por ser un paraje de población histórica sobre la RP18.

## Población
Cuenta con 155 habitantes (Indec, 2010), lo que representa un descenso del 15% frente a los 184 habitantes (Indec, 2001) del censo anterior. Se la considera parte del aglomerado urbano El Caramelo - Villa del Plata, cuya población total es de 414 habitantes (Indec, 2010).